# Cinecittà World
Pour les articles homonymes, voir Cinecittà (homonymie).
Cinecittà World est un parc à thème italien situé à Castel Romano dans la Municipio IX de Rome ouvert depuis le 24 juillet 2014.

## Présentation
En référence au complexe cinématographique Cinecittà et basé sur le thème du cinéma, le parc se situe à l'emplacement des anciens studios Dino De Laurentiis et à proximité du centre commercial Mc Arthur-Glen. Dante Ferretti – vainqueur de deux Oscars de la meilleure direction artistique – est le créateur du projet, Valerio Mazzoli Studios se charge du Master Plan et Forrec Ltd supervise le projet.
Le parc est composé d'attractions insérées dans des reproductions de lieux de tournage pour le cinéma, dont seize attractions pour enfants réunies dans un hall d'activités, trois attractions à sensations, dix-neuf attractions familiales et d'une aire de spectacles.
Cinecittà World devait être la première phase d'un projet qui en comporte quatre. Prévue initialement pour une ouverture en 2011 , la première phase s'étend sur 23 hectares et comprend les attractions du parc à thème. Un an plus tard devait ouvrir un village avec magasins, hôtels, cinéma et services de restauration, puis l'année suivante une nouvelle aire avec des attractions nommée Cinecittà World 2, et, partiellement accessible aux visiteurs, Cinecittà Nature avec 70 hectares d'environnements naturels destinés aux tournages de films.
L'investissement représente 500 millions d'euros, 2 500 emplois devraient être créés et la superficie totale atteindra 150 hectares. Les travaux débutent fin 2011.

## Attractions

### Attractions actuelles
Dans le quartier Spaceland

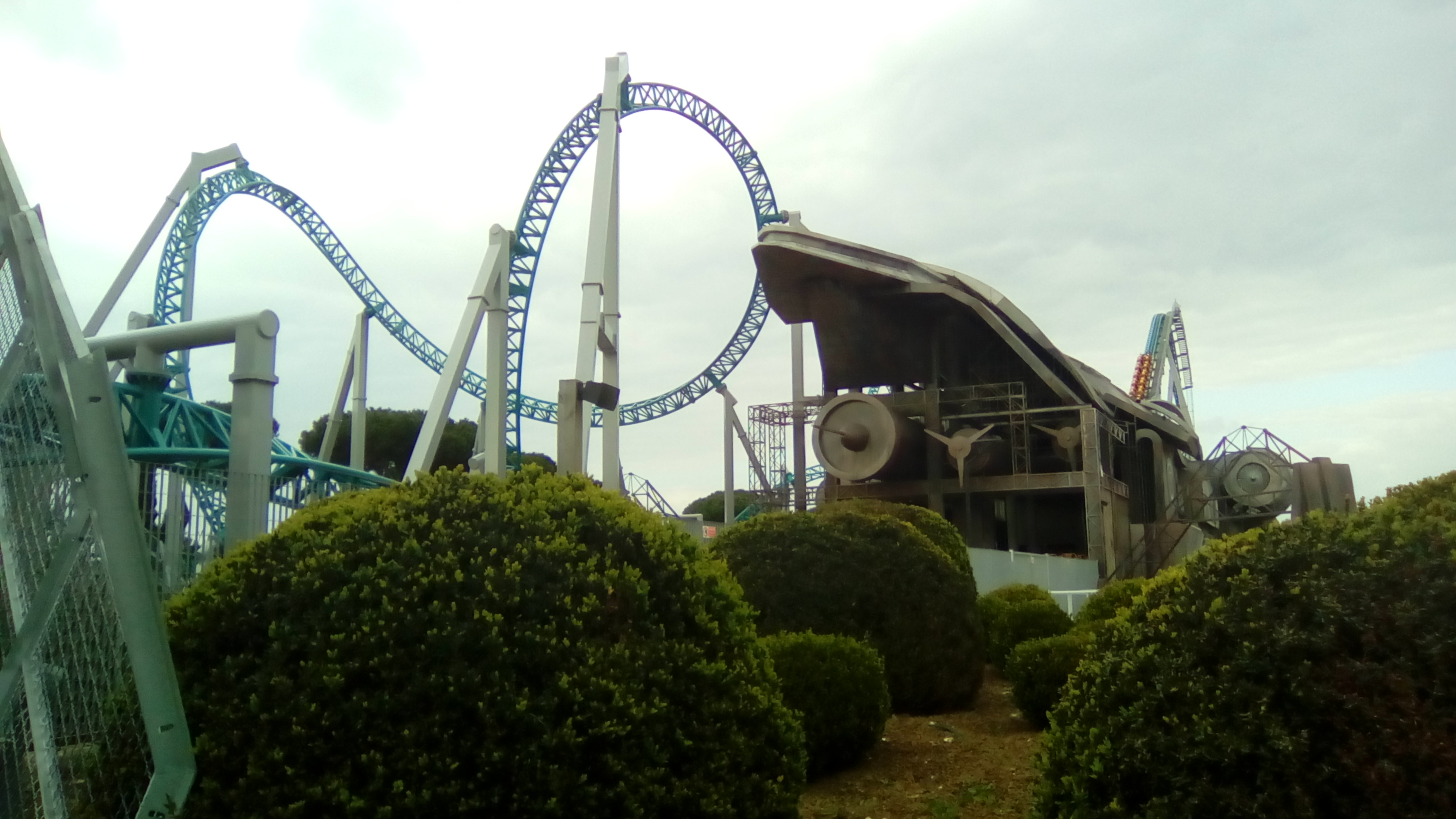
Altair CCW-0204.

- Altair, des montagnes russes assises d'Intamin avec dix inversions dont quatre heartline rolls d'affilée (2014)
- Velocità Luce : une piste de karting indoor, 2014.
- Missione Laser
- Pompieri (anciennement Coloridea) : une attraction aquatique du modèle « Fire Brigade » de Zamperla, où l'on doit éteindre un incendie en projetant de l'eau depuis des camions de pompiers à deux places (2014).

Dans le quartier Far West
- Rodeo, auto-tamponneuses (2017)
- Aqua Rodeo, piscine de bateaux tamponneurs (2017)
- Il Treno Del West (anciennement Caminiera) : un parcours thématique à bord de petites voitures colorées, Zamperla, 2014.
- Il Labirinto, parcours en réalité virtuelle où le joueur doit tuer des squelettes avant d'affronter le Minotaure (2017)
- Horror House, une maison hantée (2017)

Dans le quartier Adventure Land
- Indiana Adventure (appelé Erawan- The lost temple jusqu'en 2017) : une tour de chute libre d'Intamin (2014)
- Inferno (anciennement Darkmare), un dark ride d'Intamin avec une chute libre de 5 mètres sur le thème de l'enfer de Dante (2014)
- Aquila IV (anciennement Aquila IV - Predator degli abissi) : Walkthrough, 2014.
- Aviator (anciennement Volasogni), un manège d'avions volants sur le modèle Mini Jet Ride de Zamperla
- Jurassic War (appelé CineciTram jusqu'en 2018) : un tunnel immersif de Simworx (2014)

Dans le quartier Roma
- Aktium, des montagnes russes aquatiques de Mack Rides avec deux descentes (2014)
- Le spectacle Ben Hur (2017)

Dans le quartier Sognolabio
- Cinepiscina, une piscine de 1 mètre de profondeur devant un écran géant où sont projetés des films, ainsi que la Coupe du Monde de football 2018 (2018)
- Bici Volanti (anciennement Maciscola) : un manège de vélos volants sur le modèle Magic Bikes de Zamperla (2014)
- Le Tazze (anciennement Vapocalderone) : des tasses tournantes de Zamperla (2014)
- Torre Magò, une tour de chute libre pour les enfants, sur le modèle Jumpin' Tower de Zamperla (2014)
- Salterello, un manège Zamperla sur le modèle Jumper Ride avec des sièges qui montent et qui descendent

### Anciennes attractions
- Spruzzaincubi : Splash Battle de Preston & Barbieri, 2014